# Siwcewo (obwód wołogodzki)
Siwcewo (ros. Сивцево) – wieś w Rosji, w rejonie kiczmiengsko-gorodieckim obwodu wołogodzkiego. W 2010 r. liczyła 3 mieszkańców.